# Nordfriedhof (Jena)

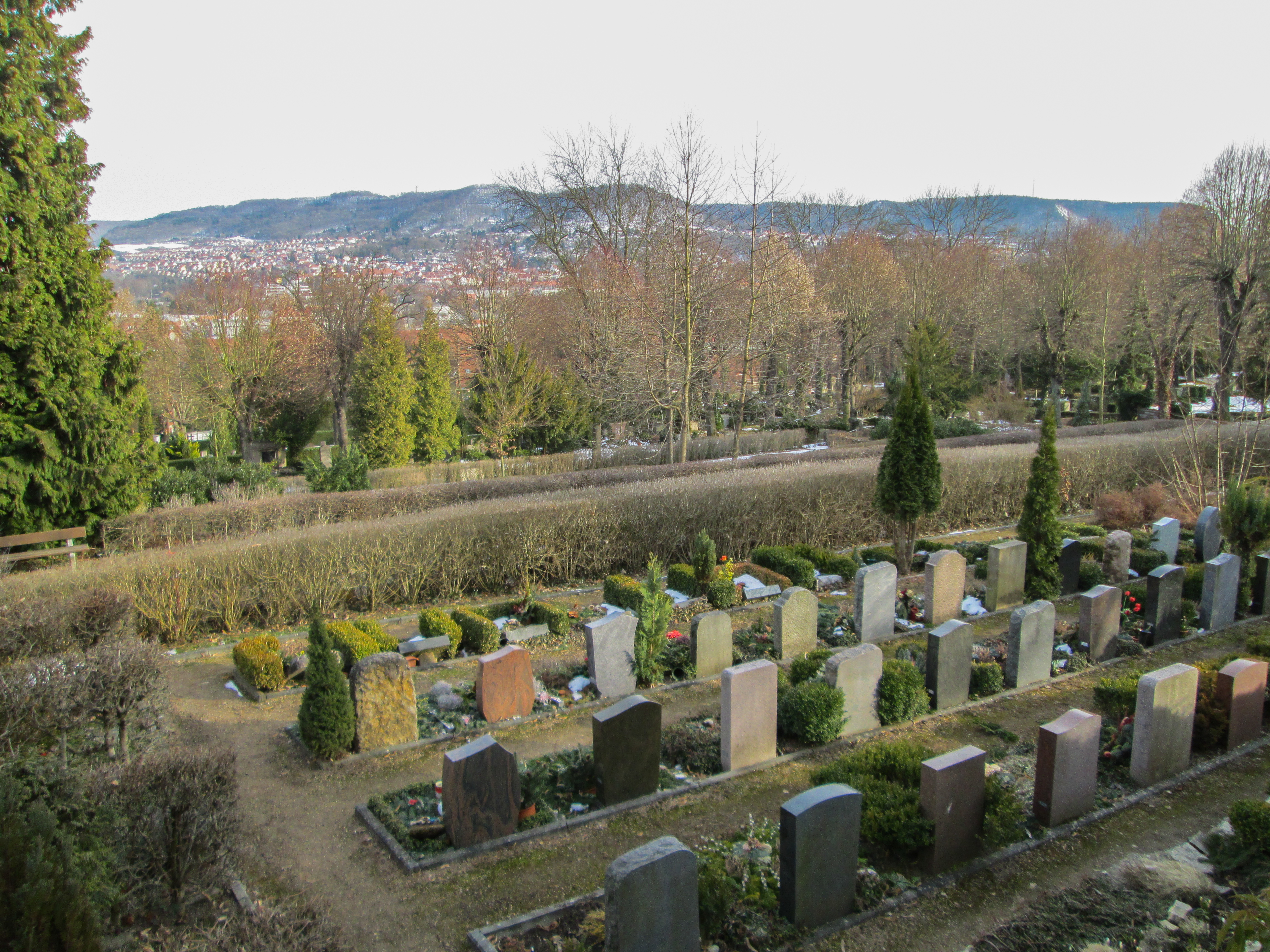
Gräber mit Ausblick über die Stadt

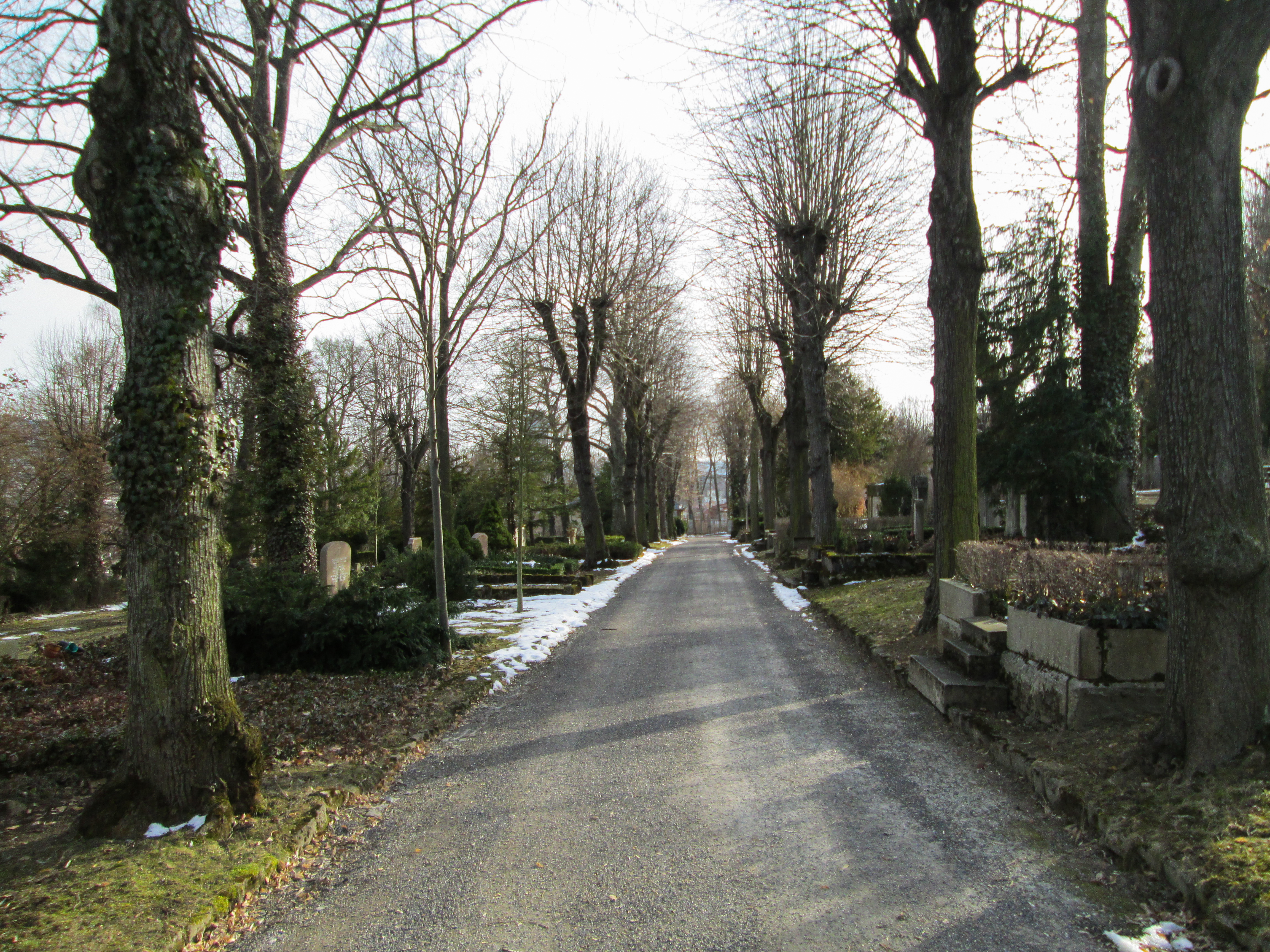
Weg über den Friedhof

Der Nordfriedhof ist mit einer Fläche von 22 Hektar mit über 9.000 Grabstätten der größte Friedhof Jenas.

## Lage und Geschichte
Der Nordfriedhof liegt nördlich des Stadtzentrums und besteht seit 1884 als kommunaler Friedhof. Weite Teile der Gartenanlage stehen heute unter Denkmalschutz. Die erste Beerdigung fand im Jahr 1889 statt, die erste Einäscherung 1898.

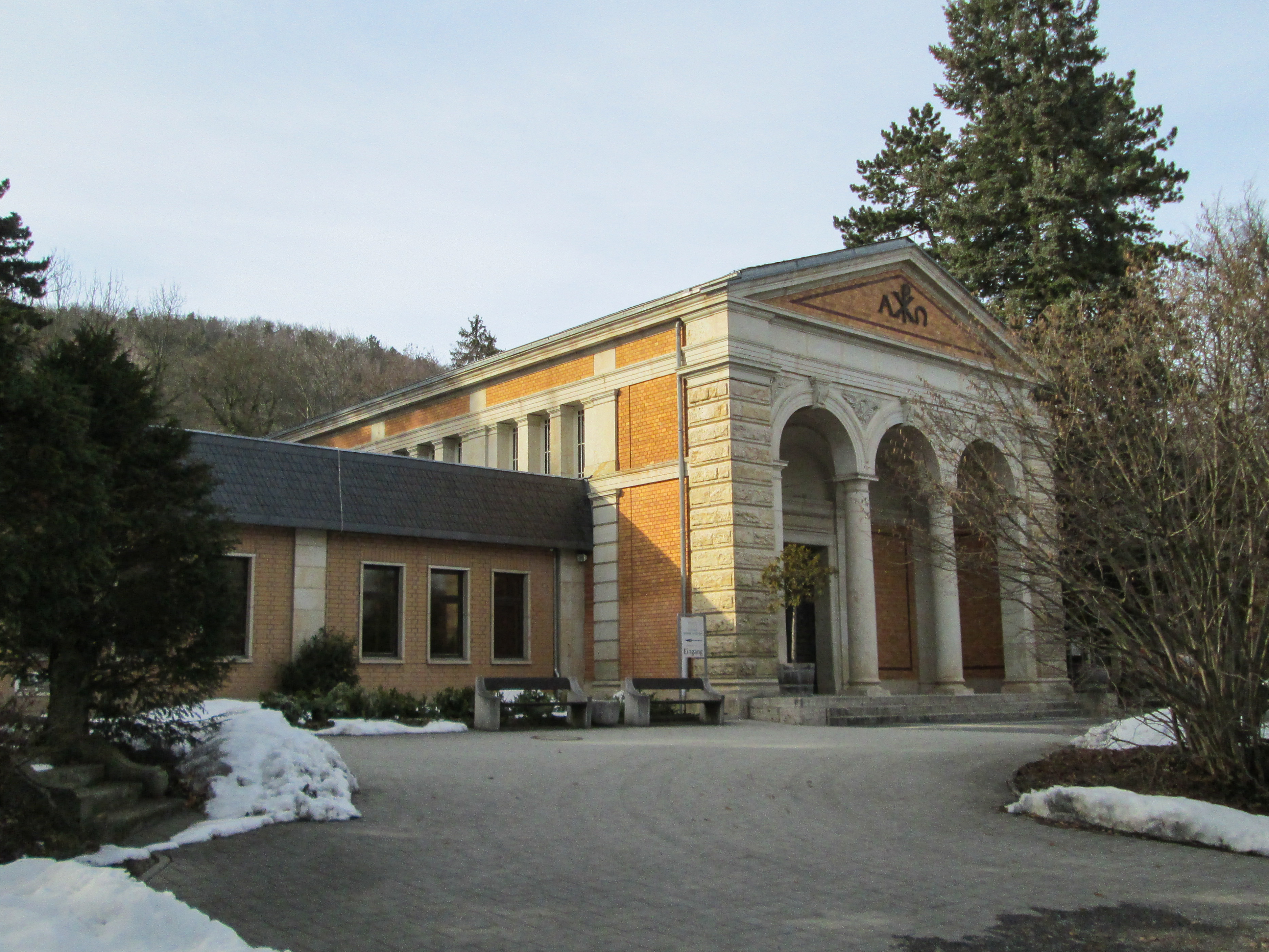
Die Feierhalle

Die noch genutzte Feierhalle wurde 1887 durch den Architekten Karl Timler entworfen und gemeinsam mit dem Baumeister Theodor Hartmann erbaut. Das im neoklassizistischen Stil als Klinkerbau mit Kalkstein und Säulen errichtete Gebäude ist unter anderem mit einer Orgel ausgestattet.
Im Jahr 1897 wurde das erste Krematorium gebaut, zu dieser Zeit war es erst das Fünfte in Deutschland. Am 3. Mai 2016 wurde in der Nähe ein Neubau eröffnet, da die alte Anlage nur unzulänglich an aktuelle technische Anforderungen und die im Laufe der Zeit veränderte Bestattungskultur anzupassen war. Zudem konnten im neuen Krematorium die Arbeitsbedingungen für das Personal wesentlich verbessert werden. Die alten Räumlichkeiten werden heute für Gastronomie genutzt.

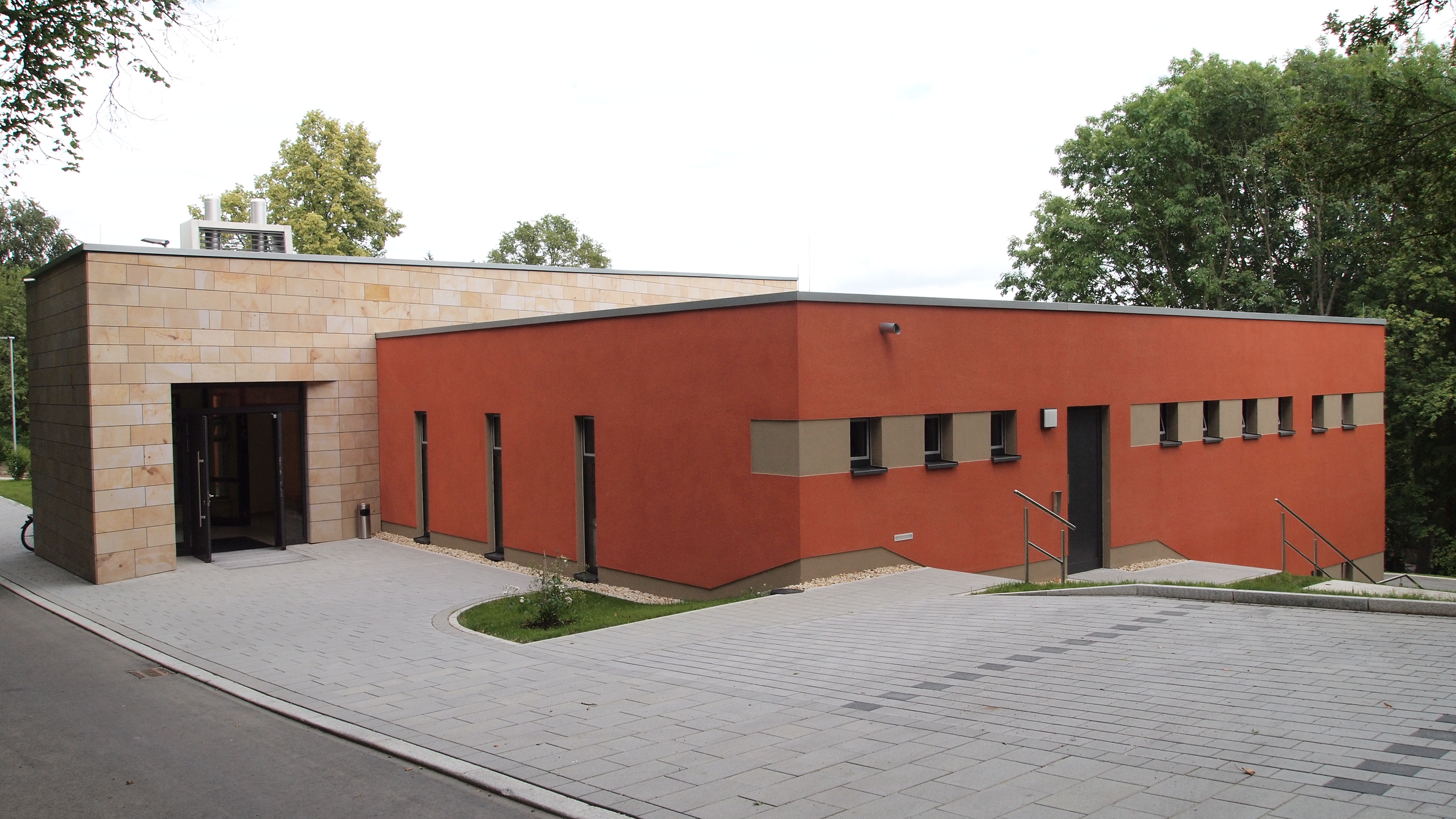
Neues Krematorium, Eingang für Besucher (2016)

Es existieren auf dem Nordfriedhof etwa 9.050 Gräber (Stand 2013), davon:
- 25 Ehrenbürgergrabstätten,
- 59 schützenswerte Grabstätten
- 635 Gräber der Opfer von Krieg und Gewalt verschiedener Nationen

## Gräber bekannter Persönlichkeiten
Zahlreiche namhafte Persönlichkeiten des 19. und 20. Jahrhunderts aus Wissenschaft, Wirtschaft, Politik, Kunst und Kultur fanden auf dem Jenaer Nordfriedhof ihre letzte Ruhestätte.
- Ernst Abbe – Physiker, Statistiker, Optiker, Unternehmer und Sozialreformer, 1840–1905
- Carl Blomeyer – Beamter, 1844–1910
- Hans Boegehold – Mathematiker und Optiker, 1876–1965
- Walter Brednow – Internist, 1896–1976
- Karl von Brüger – Jurist, 1822–1905
- Hermann Buchal – Komponist, 1884–1961
- Siegfried Czapski – Physiker, 1861–1907
- Berthold Delbrück – Sprachwissenschaftler, 1842–1922
- Otto Devrient – Schauspieler und Dramatiker, 1838–1894
- Eugen Diederichs – Verleger, 1867–1930
- Matthias Domaschk – Bürgerrechtler und Stasiopfer, 1957–1981
- Karl-Heinz Ducke – Katholischer Geistlicher, Moraltheologe und Bürgerrechtler, 1941–2011
- Gustav Fischer – Buchhändler und Verleger, 1845–1910
- August Gärtner – Mediziner und Mikrobiologe, 1848–1934
- Georg Goetz – Klassischer Philologe, 1849–1932
- Karl Griewank – Historiker, 1900–1953
- Karl Heussi – Evangelischer Kirchenhistoriker, 1877–1961
- Jussuf Ibrahim – Kinderarzt, 1877–1953
- Hanna Jursch – Theologin und Hochschullehrerin, 1902–1972
- Wilhelm Kämmerer – Informatiker und Computerpionier, 1905–1994
- Fritz Körner – Maler und Glasgestalter, 1888–1955
- Curt Letsche – Schriftsteller, 1912–2010
- Otto Liebmann – Philosoph, 1840–1912
- Theodor Lockemann – Bibliothekar, 1885–1945
- Tilo Medek – Komponist und Musikverleger, 1940–2006
- Ernst Naumann – Organist, Komponist und Dirigent, 1832–1910
- Hermann Pistor – Mathematiker und Physiker, 1875–1951
- Magnus Poser – Kommunist und Widerstandskämpfer gegen das NS-Regime, 1907–1944
- Carl Prüssing – Chemiker und Manager in der Zementindustrie, 1859–1912
- Wilhelm Rein – Pädagoge, 1847–1929
- Moritz von Rohr – Optiker, 1868–1940
- Peter Schäfer – Historiker, 1931–2016
- Friedrich Schomerus – Manager und Sozialpolitiker, 1876–1963
- Otto Schott – Chemiker und Glastechniker, 1851–1935
- Bernhard Sigmund Schultze – Gynäkologe und Geburtshelfer, 1827–1919
- Moritz Seidel – Mediziner, Internist und Pharmakologe, 1836–1912
- Friedrich Slotty – Indogermanist, 1881–1963
- Ernst Stahl – Botaniker, 1848–1919
- Max Steenbeck – Physiker, 1904–1981
- Grete Unrein – Politikerin, 1872–1945
- Walter Augustin Villiger – Astronom und Ingenieur, 1872–1938
- Helene Voigt-Diederichs – Schriftstellerin, 1875–1961
- Otto Wagner – Politiker, 1877–1962
- Ernst Wandersleb – Physiker, Fotograf, Ballonfahrer, Bergsteiger und Philanthrop, 1879–1963
- Lothar Zitzmann – Maler, 1924–1977
- Gertrud Pätsch – Philologin und Ethnologin, 1910–1994, die Grabstätte ist inzwischen eingeebnet